# Horsham Rural City
Koordinaten: 36° 42′ S, 142° 5′ O

Die Rural City of Horsham ist ein lokales Verwaltungsgebiet (LGA) im australischen Bundesstaat Victoria. Das Gebiet ist 4266,8 km² groß und hat etwa 19.600 Einwohner.
Die Landgemeinde Horsham liegt etwa 270 km westlich der Hauptstadt Melbourne und enthält folgende Ortschaften: Wall, Pimpino, Jung, Natimuk, Horsham und Nordjuna. Der Sitz des Rural City Councils befindet sich in der Stadt Horsham im Zentrum der LGA am Wimmera-Fluss mit etwa 15.600 Einwohnern.
Horsham wurde 2001 als „Australiens sauberste Stadt“ (Australias Tidiest Town) ausgezeichnet.
Sie ist die größte Stadt der Region Wimmera von den Grampians bis zur Grenze nach Südaustralien, einer landwirtschaftlichen Gegend, in der es vor allem Getreideanbau und Schafzucht gibt.
Berühmt ist der Mount Arapiles bei Natimuk. Der 369 m hohe Quarzsandsteinberg bietet ideale Felswände für Kletterer und ist nicht nur bei Australiern, sondern bei Besuchern aus der ganzen Welt beliebt. Wegen seines Aussehens wird der alleinstehende Berg auch als „Ayers Rock of the Wimmera“ bezeichnet. Der zugehörige State Park bietet außerdem eine vielfältige Tier- und Pflanzenwelt.

## Verwaltung
Der Horsham Rural City Council hat sieben Mitglieder, die von den Bewohnern der LGA gewählt werden. Horsham ist nicht in Bezirke untergliedert. Aus dem Kreis der Councillor rekrutiert sich auch der Mayor (Bürgermeister) des Councils.